# Sirály (film, 2018)
A Sirály (eredeti cím: The Seagull) 2018-ban bemutatott amerikai filmdráma Michael Mayer rendezésében. A forgatókönyvet Stephen Karam írta, Anton Csehov 1896-os azonos című drámájából. A főbb szerepekben Annette Bening, Saoirse Ronan, Corey Stoll, Elisabeth Moss és Mare Winningham látható.
Világpremierje 2018. április 21-én volt a Tribeca Filmfesztiválon. Az Amerikai Egyesült Államokban 2018. május 11-én mutatták be a mozikban a Sony Pictures Classics forgalmazásában. Magyarországon 2018. október 26-án jelent meg, kizárólag DVD-n.

## Szereplők
| Szereplő     | Színész         | Magyar hang       |
| ------------ | --------------- | ----------------- |
| Irina        | Annette Bening  | Kovács Nóra       |
| Nyina        | Saoirse Ronan   | Szabó Luca        |
| Borisz       | Corey Stoll     | Széles Tamás      |
| Mása         | Elisabeth Moss  | Sipos Eszter Anna |
| Polina       | Mare Winningham | Csere Ágnes       |
| Dorn doktor  | Jon Tenney      | Jakab Csaba       |
| Samrajev     | Glenn Fleshler  | Törköly Levente   |
| Medvegyenko  | Michael Zegen   | Makranczi Zalán   |
| Konsztantyin | Billy Howle     | Szatory Dávid     |
| Szorin       | Brian Dennehy   | Kőszegi Ákos      |